# Ермольчик, Митрофан Петрович
Митрофан Петрович Ермольчик  (1898 — 29 апреля 1938) — военный деятель, участник Первой мировой войны, Гражданской войны. Помощник командира 6-го тяжелобомбардировочного авиакорпуса по политической части. Дивизионный комиссар (2.1.1936). Репрессирован.

## Биография
Ермольчик Митрофан Петрович. Дивизионный комиссар (1936). Белорус. Член ВКП(б) с 1918 г.
Родился в 1898 г. Из крестьян. Окончил четыре класса начальной школы. До военной службы трудился рабочим на лесопильном заводе.

### В РИА
В старой армии служил в подразделениях артиллерии. Последний чин в старой армии — младший фейерверкер.

### В РККА
В Красной армии с февраля 1918 г. Участник Гражданской войны. Занимал должности политсостава в подразделения и частях.
После Гражданской войны на ответственных должностях политсостава в сухопутных войсках и ВВС РККА. Окончил высшие повторные курсы старшего комсостава (отделение военных комиссаров). С февраля 1925 г. — военком 3-го полка связи. С февраля 1926 г. — заместитель начальника политотдела 25-й стрелковой дивизии
С февраля 1927 г. — в ВВС РККА. В 1927-1930 гг. — военком 27-й и 20-й авиационных эскадрилий. С февраля 1930 г. — военком и начальник политотдела 18-й авиабригады. С февраля 1933 г. по июль 1936 г. — военком и начальник политотдела 6-й и 116-й авиационных бригад. С июля 1936 г. — помощник командира 6-го тяжелобомбардировочного авиакорпуса по политической части.

### Арест, расстрел, реабилитация
Арестован 11 февраля 1938 г. Военной коллегией Верховного суда СССР 29 апреля 1938 г. по обвинению в участии в военном заговоре приговорен к расстрелу. 
Приговор приведен в исполнение в тот же день 29.04.1938 
Определением Военной коллегии от 9 июля 1964 г. реабилитирован. 

## Воинские чины и звания
- Нижний чин
- Дивизионный комиссар (2.1.1936) [5]